# Kolmården

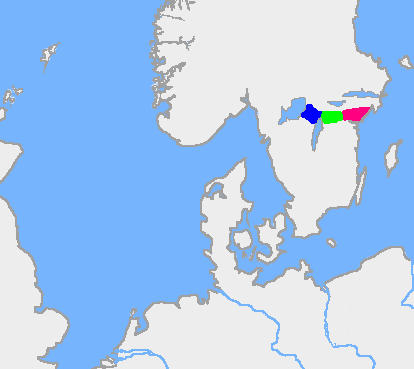
Les forêts Kolmården (rouge), Tylöskog (vert) et Tiveden (bleu).

Le Kolmården est un long bourrelet de collines boisées séparant les provinces suédoises de Södermanland et Östergötland. Ce massif est surtout connu pour le grand parc animalier et de loisirs Kolmårdens Djurpark qui y a été établi vers son extrémité est, la plus escarpée, le long de la mer Baltique.

## Toponymie
Le nom de ce massif forestier viendrait du vieux suédois Colmarþ, assemblant les racines kol (« charbon ») et marþer (« forêt »). Kolmården signifierait ainsi « la Forêt charbonnière ».

## Géologie
Le Kolmården est surtout constitué de gneiss rouge, avec cependant d'importantes inclusions de roches calcaires métamorphisées à divers degrés, parmi lesquelles le fameux marbre vert de Suède (appelé kolmårdsmarmor en suédois). On y trouve aussi des veines de minerais de fer et de cuivre.

## Géographie
Les reliefs du Kolmården sont en majorité inclus dans le territoire du Comté d’Östergötland. Ils se prolongent vers l'ouest (au sud de la province de Närke) par les forêts de Tiveden et Tylöskog.
Ces collines, séparées par de nombreuses vallées, ne représentent que des hauteurs très modestes, excédant rarement les 60 m d'altitude. Le point culminant est le Jakobsdalberg à 167 m, au nord du bourg de Åby, sur le territoire de la commune de Norrköping. La partie la plus accidentée se trouve à l'extrémité est, au bord de la baie de Bråviken, où les rochers dominent la mer de 118 m.
Malgré ces faibles altitudes, la chaîne marque une séparation très nette entre les basses terres du Södermanland, au nord, et la plaine de l'Östergötland. Elle matérialise la frontière historique entre Svealand au nord et Götaland au sud.

## Histoire
La frontière du Kolmården fut un lieu de conflits et de guerres entre Svealand et Götaland  pendant la formation de la nation suédoise au VIIIe siècle. La saga Sögubrot af nokkrum fornkonungum décrit cette frontière naturelle et évoque la bataille de Brávellir qui se déroula au VIIIe siècle sur la plaine de Brávellir qui borde la forêt de Kolmården.
Jusqu'au début du Moyen Âge, elle était considéré comme un obstacle majeur pour les communications entre le nord et le sud de la Suède et pour les transports terrestres entre les régions. C'est donc la voie maritime par la mer Baltique qui a été largement utilisé à la place des voies terrestres.
- (sv) Cet article est partiellement ou en totalité issu de l’article de Wikipédia en suédois intitulé « Kolmården » (voir la liste des auteurs).